# Косар Орест Ярославович
Орест Ярославович Косар (нар. 25 вересня 1955, м. Зборів Тернопільської області —18 серпня 2021) — український художник. Член НСХУ (1995).

## Життєпис
Закінчив Львівський інститут прикладного та декоративного мистецтва (1978, нині національна академія мистецтв).
Проживає у м. Львів.

## Творчість
Працює в галузі станкового і монументального живопису.
Серед творів:
- «Сухі дерева» (1993),
- «Площа Ринок» (1995—1998),
- «Шевченкова земля» (1998),
- «Весняні асоціації» (2001).